# Pretty in Pink (groupe)
 (février 2018).
Si vous disposez d'ouvrages ou d'articles de référence ou si vous connaissez des sites web de qualité traitant du thème abordé ici, merci de compléter l'article en donnant les références utiles à sa vérifiabilité et en les liant à la section « Notes et références ».
Pour les articles homonymes, voir Pretty in Pink.
Pretty In Pink est un groupe de musique féminin et multiculturel américain de R&B et de new jack swing, actif dans les années 1990, ayant enregistré chez le label Motown.

## Histoire
Le groupe se forme avec cinq jeunes filles Milini Khan, Taniya Robinson, Tameika Chaney, Maurissa Tancharoen et Shey Sperry, et prend le nom de Pretty In Pink (en référence au film du même nom), puis signe chez la célèbre maison de disque Motown en 1991.
La chanson à succès du groupe est All About You qui a culminé à la 96e place du Billboard Hot 100, la 47e place sur le classement des ventes du Billboard Hot Dance Music\Maxi-Singles, et à la 28e place du Billboard Hot R&B Singles Chart, en s'y maintenant pendant treize semaines. 
Elles ont fait une tournée avec Chaka Khan, qui a aidé à les promouvoir sur des spectacles comme The Arsenio Hall Show. Mais malgré l'aide de Chaka, la maison de disque Motown n'a pas fait grand-chose pour les promouvoir et le single suivant, Dreams, qui est également mis en vente, mais n'a pas obtenu de succès. Est néanmoins sorti leur premier album Wake Up, qui s'avérera être le seul du groupe en 1991.
En raison du manque de promotion et d'investissement de leur maison de disques, le groupe, qui avait un avenir prometteur, s'est dissous quelques mois plus tard.
Au cours des années suivantes, Milini continue d'écrire des chansons et d'enregistrer comme chœur. Elle a également fait de nombreuses tournées avec Daughters of Soul, un collectif de tournées internationales de chanteuses soul à succès.
Maurissa Tancharoen travaille comme actrice et écrivaine de télévision. Elle s'est mariée avec le directeur de télévision et écrivain Jed Whedon.
Shey Sperry devient styliste et éducatrice pour une franchise Barbershop.

## Membres
- Milini Khan : née Indira Milini Khan en 1973. Elle est la fille de la chanteuse Chaka Khan.
- Maurissa Tancharoen : née Maurissa Anne Tancharoen le 28 novembre 1975 à Los Angeles, en Californie.
- Taniya Robinson
- Tameika Chaney
- Shey Sperry

## Discographie

### Singles
- 1991 — All About You
- 1991 — Dreams